# Пикок, Джон
Джон Пи́кок (англ. John Peacock; родился 23 марта 1956) — английский футболист и футбольный тренер. В настоящее время является тренером-консультантом юношеской академии «Манчестер Юнайтед».
Самый успешный тренер в истории юношеской сборной Англии до 17 лет: под его руководством команда дважды выигрывала чемпионат Европы.

## Карьера игрока
Родился в Лидсе. Выступал на позиции крайнего защитника за «Сканторп Юнайтед». Сыграл за команду 190 матчей. Впоследствии выступал за «Бостон Юнайтед».

## Тренерская карьера
С 1998 по 2002 год работал директором юношеской академии клуба «Дерби Каунти».
В 2002 году начал работать с юношеской сборной Англии до 17 лет. В 2010 году привёл сборную к первой в её истории победе на юношеском чемпионате Европы. Четыре года спустя он повторил свой успех, вновь сделав сборную Англии до 17 лет чемпионами Европы.
Летом 2015 года покинул пост главного тренера сборной Англии до 17 лет, вернувшись в «Дерби Каунти», где стал тренером основного состава команды. В феврале 2016 года, после увольнения Пола Клемента с должности главного тренера «Дерби Каунти», Пикок также покинул команду.
В июне 2016 года был приглашён в тренерский штаб «Манчестер Юнайтед», где стал консультантом юношеской академии клуба.

## Тренерские достижения
Сборная Англии (до 17 лет)
- Победитель юношеского чемпионата Европы (2): 2010, 2014
- Финалист юношеского чемпионата Европы: 2007

## Тренерская статистика
| Команда        | Страна | Период    | Показатели | Показатели | Показатели | Показатели | Показатели |
| Команда        | Страна | Период    | М          | В          | Н          | П          | % побед    |
| -------------- | ------ | --------- | ---------- | ---------- | ---------- | ---------- | ---------- |
| Англия (до 17) | Англия | 2002—2015 | 228        | 133        | 48         | 47         | 058,33     |
| Англия (до 19) | Англия | 2014      | 1          | 0          | 1          | 0          | 000,00     |
| Итого          | Итого  | Итого     | 229        | 133        | 49         | 47         | 058,08     |